# Campionati europei misti di curling
I Campionati europei misti di curling sono una competizione che si svolge annualmente tra varie nazionali associate alla European Curling Federation. Normalmente il campionato si svolge tra la fine di settembre e l'inizio di ottobre e si svolge con le regole del curling misto, ossia con squadre composte da tre atleti maschi (due più riserva) e tre atlete femmine (due più riserva), che giocano a ruoli alternati. Il primo campionato ufficiale si svolse nel 2005 e si disputò in Andorra.

## Albo d'oro
| Edizione        | Oro | Argento | Bronzo                                                                                                 |
| --------------- | --- | --- | --- |
| Andorra 2005    | Finlandia Markku Uusipaavalniemi, Kirsi Nykänen, Teemu Salo, Tiina Kautonen                                | Svezia Niklas Edin, Stina Viktorsson, Sebastian Kraupp, Anna Viktorsson                                                | Germania Rainer Schöpp, Andrea Schöpp, Helmar Erlewein, Monika Wagner                                  |
| Claut 2006      | Scozia Tom Jr Brewster, Jackie Lockhart, David Hay, Kim Brewster                                           | Italia Valter Bombassei, Chiara Olivieri, Davide Zandegiacomo, Sara Zandegiacomo, Marco Constantini, Elettra De Col    | Russia Alexander Kirikov, Daria Kozlova, Dimitri Abanin, Julia Svetova, Andrei Drosdov, Angela Tuvaeva |
| Madrid 2007     | Galles Adrian Meikle, Lesley Carol, Andrew Tanner, Blair Hughes, Chris Wells                               | Danimarca Joel Ostrowski, Camilla Jensen, Søren Jensen, Mona Sylvest Nielsen                                           | Germania Rainer Schöpp, Andrea Schöpp, Sebastian Jacoby, Marie-Therese Rotter, Helmar Erlewein         |
| Kitzbühel 2008  | Germania Rainer Schöpp, Andrea Schöpp, Sebastian Jacoby, Melanie Robillard, Helmar Erlewein, Monika Wagner | Rep. Ceca Jiri Snitil, Hana Synácková, Martin Snitil, Karolina Pilaròvá, Katerina Kobosilova, Sune Frederiksen         | Svezia Niklas Edin, Anna Hasselborg, Eric Carlsén, Sabina Kraupp                                       |
| Praga 2009      | Scozia Tom Jr Brewster, Lynn Cameron, Colin Campbell, Michelle Silvera, Kim Brewster                       | Danimarca Joel Ostrowski, Camilla Jensen, Søren Jensen, Mona Sylvest Nielsen                                           | Inghilterra Alan MacDougall, Lana Watson, Andrew Reed, Suzie Law                                       |
| Greenacres 2010 | Scozia David Edwards, Kerry Barr, Dillan Perras, Louise Wood                                               | Svizzera Claudio Pätz, Gioia Öchsle, Sven Michel, Alina Pätz                                                           | Germania Rainer Schöpp, Andrea Schöpp, Floria Zahler, Imogen Oona Lehmann, Adolf Geiselhart            |
| Copenaghen 2011 | Svizzera Thomas Lips, Manuela Siegrist, Martin Rios, Manuela Netzer-Kormann                                | Germania Alexander Baumann, Ann-Kathrin Bastian, Manuel Walter, Katja Weisser, Sebastian Schweizer, Josephine Obermann | Rep. Ceca Krystof Chaloupek, Eliska Jalovcová, David Jirounek, Luisa Illkova, Tomas Paul               |
| Erzurum 2012    | Scozia Ewan MacDonald, Eve Muirhead, Euan Byers, Karen Barthelemy                                          | Svezia Rickard Hallström, Elisabeth Norredahl, Fredrik Hallström, Catrin Bitén                                         | Finlandia Aku Kauste, Sanna Puustinen, Pauli Jäämies, Oona Kauste                                      |
| Edimburgo 2013  | Germania Andreas Kapp, Petra Tschetsch, Holger Höhne, Pia-Lisa Schöll                                      | Scozia Ewan MacDonald, Kay Adams, Euan Byers, Karen Barthelemy                                                         | Ungheria György Nagy, Ildiko Szekeres, Zsolt Kiss, Agnes Szentannai                                    |
| Tårnby 2014     | Svezia Patric Mabergs, Isabella Wranå, Johannes Patz, Sofia Mabergs                                        | Norvegia Steffen Walstad, Kristin Moen Skaslien, Magnus Nedregotten, Julie Kjær Molnar                                 | Svizzera Martin Rios, Silvana Tirinzoni, Romano Meier, Jenny Perret                                    |

## Atleti più premiati e vincenti
Atleti più premiati:
 : Rainer Schöpp ( Germania) 
 : Andrea Schöpp ( Germania) 
Atleti più vincenti:
 : Tom Jr Brewster ( Scozia) 
 : Kim Brewster ( Scozia) 

## Medagliere
|    | Nazione     | Oro | Argento | Bronzo | TOT |
| -- | ----------- | --- | ------- | ------ | --- |
| 1  | Scozia      | 4   | 1       | 0      | 5   |
| 2  | Germania    | 2   | 1       | 3      | 6   |
| 3  | Svezia      | 1   | 2       | 1      | 4   |
| 4  | Svizzera    | 1   | 1       | 1      | 3   |
| 5  | Finlandia   | 1   | 0       | 1      | 2   |
| 6  | Galles      | 1   | 0       | 0      | 1   |
| 7  | Danimarca   | 0   | 2       | 0      | 2   |
| 8  | Rep. Ceca   | 0   | 1       | 1      | 2   |
| 9  | Italia      | 0   | 1       | 0      | 1   |
| 9  | Norvegia    | 0   | 1       | 0      | 1   |
| 11 | Russia      | 0   | 0       | 1      | 1   |
| 11 | Inghilterra | 0   | 0       | 1      | 1   |
| 11 | Ungheria    | 0   | 0       | 1      | 1   |